# Enzo Copetti
Enzo Nahuel Copetti (ur. 16 stycznia 1996 w Presidencia Roque Sáenz Peña) – argentyński piłkarz występujący na pozycji napastnika, od 2024 roku zawodnik Rosario Central.